# Friderik II. Češki
Svatobor Friderik (umrl 23. februarja 1086 v Ogleju ) - oglejski patriarh v letih 1085 - 1086. Izhajal je iz dinastije Přemyslidov, sin češkega kneza Spitygniewa II. in Ide rojene Wettinske.
Po očetovi smrti leta 1061 je Świętoborjev stric, Vratislav II., postal naslednik Češke. Leta 1075 je papež Gregor VII. zahteval, da Vratislav II. vrne svoje okrožje svojemu nečaku. Ampak to se ni zgodilo, in Świętobor se je odločil za duhovniško kariero in le redko preživel čas na Češkem. Bil je papeški odposlanec na Češkem, ki se je pogajal o kronanju Vratislava II., vendar samega obreda ni dočakal. Umrl je med uličnimi nemiri v Ogleju.